# 博索法拉
博索法拉（法語：Bossofala），是馬里的城鎮，位於該國西南部，由庫利科羅區的卡蒂省負責管轄，面積800平方公里，海拔高度311米，2009年人口17,455，人口密度每平方公里22人。
12°51′51″N 8°27′6″W / 12.86417°N 8.45167°W